# Walter Warlimont
Walter Warlimont (3 października 1894 w Osnabrück, zm. 9 października 1976 w Kreuth) – niemiecki generał z czasów II wojny światowej, zastępca szefa sztabu Wehrmachtu.

## Życiorys
Był uczestnikiem I wojny światowej. Służył tam jako dowódca artylerii we Francji, a następnie we Włoszech. W 1918 roku służył we Freikorpsie.
Brał udział w hiszpańskiej wojnie domowej pomiędzy sierpniem a listopadem 1936 roku jako podpułkownik. Generał Werner von Blomberg skierował Warlimonta do skoordynowania niemieckiej pomocy dla gen. Franco przeciw hiszpańskim siłom rządowym. W 1938 roku został awansowany na pułkownika i stał się dowódcą 26 Pułku Artylerii.
Pomógł generałowi Jodlowi przygotować plan agresji na Polskę w 1939 roku. W 1940 roku awansował do stopnia Generalmajor i przygotowywał plany najazdu na Francję. W 1941 roku przygotowywał również plan najazdu na ZSRR, za co został w 1942 roku awansowany do stopnia Generalleutnant.
W lutym 1943 roku odwiedził w Tunisie feldmarszałka Rommla, aby porozmawiać o wycofaniu wojsk na północ Afryki. W 1944 został awansowany na generała artylerii (General der Artillerie). Gdy alianci wylądowali w Normandii, Warlimont zatelefonował do Jodla w sprawie użycia niemieckich czołgów do kontrataku. Jodl odparł, że potrzeba zgody Führera, ale nadeszła ona zbyt późno, żeby odeprzeć atak aliantów. Został ranny w czasie zamachu na życie Hitlera 20 lipca 1944 roku. 22 lipca odbył podróż do Francji aby spotkać się z feldmarszałkiem Rommlem i wiceadmirałem Ruge w celu omówienia pogarszającej się sytuacji w Normandii. We wrześniu 1944 gen.Jodl rozważał decyzję zrobienia z Warlimonta Szefa Sztabu. Jednakże Warlimont odmówił, ponieważ odczuwał skutki zdrowotne z 20 lipca. Do końca wojny Jodl i Warlimont mieli napięte stosunki.

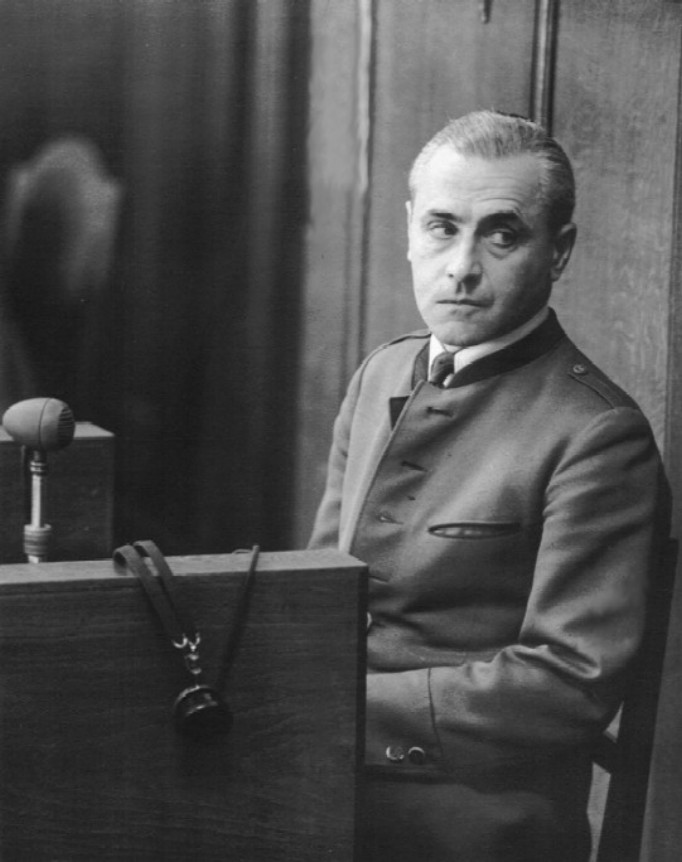
Walter Warlimont, 1948

Po klęsce Niemiec w maju 1945 roku został aresztowany przez Amerykanów. Stanął przed Amerykańskim Trybunałem Wojskowym w procesie wyższego dowództwa. Został oskarżony o zbrodnie wojenne (m.in. udział w przygotowaniu tzw. Kommandobefehl) i skazany na dożywocie, które w 1951 zostało zamienione na 18 lat. Zwolniony w 1957 roku z więzienia Landsberg. Zmarł w 1976 roku.

## Odznaczenia
- Okucie Ponownego Nadania Krzyża Żelaznego II Klasy[1]
- Okucie Ponownego Nadania Krzyża Żelaznego I Klasy[1]
- Krzyż Zasługi Wojennej II klasy z mieczami[1]
- Krzyż Zasługi Wojennej I klasy z mieczami[1]
- Krzyż Rycerski Krzyża Zasługi Wojennej z mieczami (1 lutego 1945)[1]
- Odznaka za Służbę w Heer[1]
  - IV Klasy
  - III Klasy
  - II Klasy
  - I Klasy
- Medal Kampanii 1936–1939 (Hiszpania)[1]
- Krzyż Honorowy dla Walczących na Froncie[1]
- Brązowy Krzyż Hiszpanii z Mieczami[1]
- Order Krzyża Wolności (Finlandia) I Klasy – wojenny (25 marca 1942)[1]
- Order Michała Walecznego III Klasy (23 grudnia 1942)[1]
- Czarna Odznaka za Rany 20 lipca 1944 (2 września 1944)[1]